# Всероссийский турнир 1899
Всероссийский турнир 1899 года — 1-й шахматный турнир проходивший со 2 по 19 сентября в Москве.
Организован Московским шахматным кружком на средства, собранные путём подписки и других частных пожертвований, устройства платных сеансов одновременной игры. Проводился в помещении Собрания врачей на Б. Дмитровке; 14 участников из 7 городов:
- Москва (5 шахматистов),
- Санкт-Петербург (4),
- Харьков, Кострома, Ростов-на-Дону, Пятигорск, Новохопёрск (по 1).

В ходе турнира выбыли П. Перваго (Пятигорск) и Н. Калинский (Новохопёрск). Весь турнир уверенно лидировал М. Чигорин (1 поражение); он занял 1-е место с высоким результатом — 12 очков; на 2-м месте — Э. Шифферс — 9½ очков, на 3-м — С. Левитский — 9.
Победитель побочного турнира — С. Симсон (Ржев); 2-3-е место разделили А. Гончаров (Москва) и В. Абкин (Варшава).

## Примечательные партии
|   | a | b | c | d | e | f | g | h |   |
| - | --- | --- | --- | --- | --- | --- | --- | --- | - |
| 8 | c8 чёрная ладья · d8 чёрный ферзь · g8 чёрный король · a7 чёрная пешка · b7 чёрная пешка · d7 чёрный слон · e7 чёрный слон · f7 чёрная ладья · h7 чёрная пешка · c6 чёрный конь · g6 чёрная пешка · d5 чёрная пешка · e5 белая пешка · f5 чёрная пешка · a4 чёрный конь · b4 белая пешка · f4 белая пешка · a3 белая пешка · d3 белый слон · f3 белый конь · h3 белый ферзь · b2 белый слон · c2 белая пешка · e2 белый конь · h2 белая пешка · a1 белая ладья · e1 белый король · g1 белая ладья | c8 чёрная ладья · d8 чёрный ферзь · g8 чёрный король · a7 чёрная пешка · b7 чёрная пешка · d7 чёрный слон · e7 чёрный слон · f7 чёрная ладья · h7 чёрная пешка · c6 чёрный конь · g6 чёрная пешка · d5 чёрная пешка · e5 белая пешка · f5 чёрная пешка · a4 чёрный конь · b4 белая пешка · f4 белая пешка · a3 белая пешка · d3 белый слон · f3 белый конь · h3 белый ферзь · b2 белый слон · c2 белая пешка · e2 белый конь · h2 белая пешка · a1 белая ладья · e1 белый король · g1 белая ладья | c8 чёрная ладья · d8 чёрный ферзь · g8 чёрный король · a7 чёрная пешка · b7 чёрная пешка · d7 чёрный слон · e7 чёрный слон · f7 чёрная ладья · h7 чёрная пешка · c6 чёрный конь · g6 чёрная пешка · d5 чёрная пешка · e5 белая пешка · f5 чёрная пешка · a4 чёрный конь · b4 белая пешка · f4 белая пешка · a3 белая пешка · d3 белый слон · f3 белый конь · h3 белый ферзь · b2 белый слон · c2 белая пешка · e2 белый конь · h2 белая пешка · a1 белая ладья · e1 белый король · g1 белая ладья | c8 чёрная ладья · d8 чёрный ферзь · g8 чёрный король · a7 чёрная пешка · b7 чёрная пешка · d7 чёрный слон · e7 чёрный слон · f7 чёрная ладья · h7 чёрная пешка · c6 чёрный конь · g6 чёрная пешка · d5 чёрная пешка · e5 белая пешка · f5 чёрная пешка · a4 чёрный конь · b4 белая пешка · f4 белая пешка · a3 белая пешка · d3 белый слон · f3 белый конь · h3 белый ферзь · b2 белый слон · c2 белая пешка · e2 белый конь · h2 белая пешка · a1 белая ладья · e1 белый король · g1 белая ладья | c8 чёрная ладья · d8 чёрный ферзь · g8 чёрный король · a7 чёрная пешка · b7 чёрная пешка · d7 чёрный слон · e7 чёрный слон · f7 чёрная ладья · h7 чёрная пешка · c6 чёрный конь · g6 чёрная пешка · d5 чёрная пешка · e5 белая пешка · f5 чёрная пешка · a4 чёрный конь · b4 белая пешка · f4 белая пешка · a3 белая пешка · d3 белый слон · f3 белый конь · h3 белый ферзь · b2 белый слон · c2 белая пешка · e2 белый конь · h2 белая пешка · a1 белая ладья · e1 белый король · g1 белая ладья | c8 чёрная ладья · d8 чёрный ферзь · g8 чёрный король · a7 чёрная пешка · b7 чёрная пешка · d7 чёрный слон · e7 чёрный слон · f7 чёрная ладья · h7 чёрная пешка · c6 чёрный конь · g6 чёрная пешка · d5 чёрная пешка · e5 белая пешка · f5 чёрная пешка · a4 чёрный конь · b4 белая пешка · f4 белая пешка · a3 белая пешка · d3 белый слон · f3 белый конь · h3 белый ферзь · b2 белый слон · c2 белая пешка · e2 белый конь · h2 белая пешка · a1 белая ладья · e1 белый король · g1 белая ладья | c8 чёрная ладья · d8 чёрный ферзь · g8 чёрный король · a7 чёрная пешка · b7 чёрная пешка · d7 чёрный слон · e7 чёрный слон · f7 чёрная ладья · h7 чёрная пешка · c6 чёрный конь · g6 чёрная пешка · d5 чёрная пешка · e5 белая пешка · f5 чёрная пешка · a4 чёрный конь · b4 белая пешка · f4 белая пешка · a3 белая пешка · d3 белый слон · f3 белый конь · h3 белый ферзь · b2 белый слон · c2 белая пешка · e2 белый конь · h2 белая пешка · a1 белая ладья · e1 белый король · g1 белая ладья | c8 чёрная ладья · d8 чёрный ферзь · g8 чёрный король · a7 чёрная пешка · b7 чёрная пешка · d7 чёрный слон · e7 чёрный слон · f7 чёрная ладья · h7 чёрная пешка · c6 чёрный конь · g6 чёрная пешка · d5 чёрная пешка · e5 белая пешка · f5 чёрная пешка · a4 чёрный конь · b4 белая пешка · f4 белая пешка · a3 белая пешка · d3 белый слон · f3 белый конь · h3 белый ферзь · b2 белый слон · c2 белая пешка · e2 белый конь · h2 белая пешка · a1 белая ладья · e1 белый король · g1 белая ладья | 8 |
| 7 | c8 чёрная ладья · d8 чёрный ферзь · g8 чёрный король · a7 чёрная пешка · b7 чёрная пешка · d7 чёрный слон · e7 чёрный слон · f7 чёрная ладья · h7 чёрная пешка · c6 чёрный конь · g6 чёрная пешка · d5 чёрная пешка · e5 белая пешка · f5 чёрная пешка · a4 чёрный конь · b4 белая пешка · f4 белая пешка · a3 белая пешка · d3 белый слон · f3 белый конь · h3 белый ферзь · b2 белый слон · c2 белая пешка · e2 белый конь · h2 белая пешка · a1 белая ладья · e1 белый король · g1 белая ладья | c8 чёрная ладья · d8 чёрный ферзь · g8 чёрный король · a7 чёрная пешка · b7 чёрная пешка · d7 чёрный слон · e7 чёрный слон · f7 чёрная ладья · h7 чёрная пешка · c6 чёрный конь · g6 чёрная пешка · d5 чёрная пешка · e5 белая пешка · f5 чёрная пешка · a4 чёрный конь · b4 белая пешка · f4 белая пешка · a3 белая пешка · d3 белый слон · f3 белый конь · h3 белый ферзь · b2 белый слон · c2 белая пешка · e2 белый конь · h2 белая пешка · a1 белая ладья · e1 белый король · g1 белая ладья | c8 чёрная ладья · d8 чёрный ферзь · g8 чёрный король · a7 чёрная пешка · b7 чёрная пешка · d7 чёрный слон · e7 чёрный слон · f7 чёрная ладья · h7 чёрная пешка · c6 чёрный конь · g6 чёрная пешка · d5 чёрная пешка · e5 белая пешка · f5 чёрная пешка · a4 чёрный конь · b4 белая пешка · f4 белая пешка · a3 белая пешка · d3 белый слон · f3 белый конь · h3 белый ферзь · b2 белый слон · c2 белая пешка · e2 белый конь · h2 белая пешка · a1 белая ладья · e1 белый король · g1 белая ладья | c8 чёрная ладья · d8 чёрный ферзь · g8 чёрный король · a7 чёрная пешка · b7 чёрная пешка · d7 чёрный слон · e7 чёрный слон · f7 чёрная ладья · h7 чёрная пешка · c6 чёрный конь · g6 чёрная пешка · d5 чёрная пешка · e5 белая пешка · f5 чёрная пешка · a4 чёрный конь · b4 белая пешка · f4 белая пешка · a3 белая пешка · d3 белый слон · f3 белый конь · h3 белый ферзь · b2 белый слон · c2 белая пешка · e2 белый конь · h2 белая пешка · a1 белая ладья · e1 белый король · g1 белая ладья | c8 чёрная ладья · d8 чёрный ферзь · g8 чёрный король · a7 чёрная пешка · b7 чёрная пешка · d7 чёрный слон · e7 чёрный слон · f7 чёрная ладья · h7 чёрная пешка · c6 чёрный конь · g6 чёрная пешка · d5 чёрная пешка · e5 белая пешка · f5 чёрная пешка · a4 чёрный конь · b4 белая пешка · f4 белая пешка · a3 белая пешка · d3 белый слон · f3 белый конь · h3 белый ферзь · b2 белый слон · c2 белая пешка · e2 белый конь · h2 белая пешка · a1 белая ладья · e1 белый король · g1 белая ладья | c8 чёрная ладья · d8 чёрный ферзь · g8 чёрный король · a7 чёрная пешка · b7 чёрная пешка · d7 чёрный слон · e7 чёрный слон · f7 чёрная ладья · h7 чёрная пешка · c6 чёрный конь · g6 чёрная пешка · d5 чёрная пешка · e5 белая пешка · f5 чёрная пешка · a4 чёрный конь · b4 белая пешка · f4 белая пешка · a3 белая пешка · d3 белый слон · f3 белый конь · h3 белый ферзь · b2 белый слон · c2 белая пешка · e2 белый конь · h2 белая пешка · a1 белая ладья · e1 белый король · g1 белая ладья | c8 чёрная ладья · d8 чёрный ферзь · g8 чёрный король · a7 чёрная пешка · b7 чёрная пешка · d7 чёрный слон · e7 чёрный слон · f7 чёрная ладья · h7 чёрная пешка · c6 чёрный конь · g6 чёрная пешка · d5 чёрная пешка · e5 белая пешка · f5 чёрная пешка · a4 чёрный конь · b4 белая пешка · f4 белая пешка · a3 белая пешка · d3 белый слон · f3 белый конь · h3 белый ферзь · b2 белый слон · c2 белая пешка · e2 белый конь · h2 белая пешка · a1 белая ладья · e1 белый король · g1 белая ладья | c8 чёрная ладья · d8 чёрный ферзь · g8 чёрный король · a7 чёрная пешка · b7 чёрная пешка · d7 чёрный слон · e7 чёрный слон · f7 чёрная ладья · h7 чёрная пешка · c6 чёрный конь · g6 чёрная пешка · d5 чёрная пешка · e5 белая пешка · f5 чёрная пешка · a4 чёрный конь · b4 белая пешка · f4 белая пешка · a3 белая пешка · d3 белый слон · f3 белый конь · h3 белый ферзь · b2 белый слон · c2 белая пешка · e2 белый конь · h2 белая пешка · a1 белая ладья · e1 белый король · g1 белая ладья | 7 |
| 6 | c8 чёрная ладья · d8 чёрный ферзь · g8 чёрный король · a7 чёрная пешка · b7 чёрная пешка · d7 чёрный слон · e7 чёрный слон · f7 чёрная ладья · h7 чёрная пешка · c6 чёрный конь · g6 чёрная пешка · d5 чёрная пешка · e5 белая пешка · f5 чёрная пешка · a4 чёрный конь · b4 белая пешка · f4 белая пешка · a3 белая пешка · d3 белый слон · f3 белый конь · h3 белый ферзь · b2 белый слон · c2 белая пешка · e2 белый конь · h2 белая пешка · a1 белая ладья · e1 белый король · g1 белая ладья | c8 чёрная ладья · d8 чёрный ферзь · g8 чёрный король · a7 чёрная пешка · b7 чёрная пешка · d7 чёрный слон · e7 чёрный слон · f7 чёрная ладья · h7 чёрная пешка · c6 чёрный конь · g6 чёрная пешка · d5 чёрная пешка · e5 белая пешка · f5 чёрная пешка · a4 чёрный конь · b4 белая пешка · f4 белая пешка · a3 белая пешка · d3 белый слон · f3 белый конь · h3 белый ферзь · b2 белый слон · c2 белая пешка · e2 белый конь · h2 белая пешка · a1 белая ладья · e1 белый король · g1 белая ладья | c8 чёрная ладья · d8 чёрный ферзь · g8 чёрный король · a7 чёрная пешка · b7 чёрная пешка · d7 чёрный слон · e7 чёрный слон · f7 чёрная ладья · h7 чёрная пешка · c6 чёрный конь · g6 чёрная пешка · d5 чёрная пешка · e5 белая пешка · f5 чёрная пешка · a4 чёрный конь · b4 белая пешка · f4 белая пешка · a3 белая пешка · d3 белый слон · f3 белый конь · h3 белый ферзь · b2 белый слон · c2 белая пешка · e2 белый конь · h2 белая пешка · a1 белая ладья · e1 белый король · g1 белая ладья | c8 чёрная ладья · d8 чёрный ферзь · g8 чёрный король · a7 чёрная пешка · b7 чёрная пешка · d7 чёрный слон · e7 чёрный слон · f7 чёрная ладья · h7 чёрная пешка · c6 чёрный конь · g6 чёрная пешка · d5 чёрная пешка · e5 белая пешка · f5 чёрная пешка · a4 чёрный конь · b4 белая пешка · f4 белая пешка · a3 белая пешка · d3 белый слон · f3 белый конь · h3 белый ферзь · b2 белый слон · c2 белая пешка · e2 белый конь · h2 белая пешка · a1 белая ладья · e1 белый король · g1 белая ладья | c8 чёрная ладья · d8 чёрный ферзь · g8 чёрный король · a7 чёрная пешка · b7 чёрная пешка · d7 чёрный слон · e7 чёрный слон · f7 чёрная ладья · h7 чёрная пешка · c6 чёрный конь · g6 чёрная пешка · d5 чёрная пешка · e5 белая пешка · f5 чёрная пешка · a4 чёрный конь · b4 белая пешка · f4 белая пешка · a3 белая пешка · d3 белый слон · f3 белый конь · h3 белый ферзь · b2 белый слон · c2 белая пешка · e2 белый конь · h2 белая пешка · a1 белая ладья · e1 белый король · g1 белая ладья | c8 чёрная ладья · d8 чёрный ферзь · g8 чёрный король · a7 чёрная пешка · b7 чёрная пешка · d7 чёрный слон · e7 чёрный слон · f7 чёрная ладья · h7 чёрная пешка · c6 чёрный конь · g6 чёрная пешка · d5 чёрная пешка · e5 белая пешка · f5 чёрная пешка · a4 чёрный конь · b4 белая пешка · f4 белая пешка · a3 белая пешка · d3 белый слон · f3 белый конь · h3 белый ферзь · b2 белый слон · c2 белая пешка · e2 белый конь · h2 белая пешка · a1 белая ладья · e1 белый король · g1 белая ладья | c8 чёрная ладья · d8 чёрный ферзь · g8 чёрный король · a7 чёрная пешка · b7 чёрная пешка · d7 чёрный слон · e7 чёрный слон · f7 чёрная ладья · h7 чёрная пешка · c6 чёрный конь · g6 чёрная пешка · d5 чёрная пешка · e5 белая пешка · f5 чёрная пешка · a4 чёрный конь · b4 белая пешка · f4 белая пешка · a3 белая пешка · d3 белый слон · f3 белый конь · h3 белый ферзь · b2 белый слон · c2 белая пешка · e2 белый конь · h2 белая пешка · a1 белая ладья · e1 белый король · g1 белая ладья | c8 чёрная ладья · d8 чёрный ферзь · g8 чёрный король · a7 чёрная пешка · b7 чёрная пешка · d7 чёрный слон · e7 чёрный слон · f7 чёрная ладья · h7 чёрная пешка · c6 чёрный конь · g6 чёрная пешка · d5 чёрная пешка · e5 белая пешка · f5 чёрная пешка · a4 чёрный конь · b4 белая пешка · f4 белая пешка · a3 белая пешка · d3 белый слон · f3 белый конь · h3 белый ферзь · b2 белый слон · c2 белая пешка · e2 белый конь · h2 белая пешка · a1 белая ладья · e1 белый король · g1 белая ладья | 6 |
| 5 | c8 чёрная ладья · d8 чёрный ферзь · g8 чёрный король · a7 чёрная пешка · b7 чёрная пешка · d7 чёрный слон · e7 чёрный слон · f7 чёрная ладья · h7 чёрная пешка · c6 чёрный конь · g6 чёрная пешка · d5 чёрная пешка · e5 белая пешка · f5 чёрная пешка · a4 чёрный конь · b4 белая пешка · f4 белая пешка · a3 белая пешка · d3 белый слон · f3 белый конь · h3 белый ферзь · b2 белый слон · c2 белая пешка · e2 белый конь · h2 белая пешка · a1 белая ладья · e1 белый король · g1 белая ладья | c8 чёрная ладья · d8 чёрный ферзь · g8 чёрный король · a7 чёрная пешка · b7 чёрная пешка · d7 чёрный слон · e7 чёрный слон · f7 чёрная ладья · h7 чёрная пешка · c6 чёрный конь · g6 чёрная пешка · d5 чёрная пешка · e5 белая пешка · f5 чёрная пешка · a4 чёрный конь · b4 белая пешка · f4 белая пешка · a3 белая пешка · d3 белый слон · f3 белый конь · h3 белый ферзь · b2 белый слон · c2 белая пешка · e2 белый конь · h2 белая пешка · a1 белая ладья · e1 белый король · g1 белая ладья | c8 чёрная ладья · d8 чёрный ферзь · g8 чёрный король · a7 чёрная пешка · b7 чёрная пешка · d7 чёрный слон · e7 чёрный слон · f7 чёрная ладья · h7 чёрная пешка · c6 чёрный конь · g6 чёрная пешка · d5 чёрная пешка · e5 белая пешка · f5 чёрная пешка · a4 чёрный конь · b4 белая пешка · f4 белая пешка · a3 белая пешка · d3 белый слон · f3 белый конь · h3 белый ферзь · b2 белый слон · c2 белая пешка · e2 белый конь · h2 белая пешка · a1 белая ладья · e1 белый король · g1 белая ладья | c8 чёрная ладья · d8 чёрный ферзь · g8 чёрный король · a7 чёрная пешка · b7 чёрная пешка · d7 чёрный слон · e7 чёрный слон · f7 чёрная ладья · h7 чёрная пешка · c6 чёрный конь · g6 чёрная пешка · d5 чёрная пешка · e5 белая пешка · f5 чёрная пешка · a4 чёрный конь · b4 белая пешка · f4 белая пешка · a3 белая пешка · d3 белый слон · f3 белый конь · h3 белый ферзь · b2 белый слон · c2 белая пешка · e2 белый конь · h2 белая пешка · a1 белая ладья · e1 белый король · g1 белая ладья | c8 чёрная ладья · d8 чёрный ферзь · g8 чёрный король · a7 чёрная пешка · b7 чёрная пешка · d7 чёрный слон · e7 чёрный слон · f7 чёрная ладья · h7 чёрная пешка · c6 чёрный конь · g6 чёрная пешка · d5 чёрная пешка · e5 белая пешка · f5 чёрная пешка · a4 чёрный конь · b4 белая пешка · f4 белая пешка · a3 белая пешка · d3 белый слон · f3 белый конь · h3 белый ферзь · b2 белый слон · c2 белая пешка · e2 белый конь · h2 белая пешка · a1 белая ладья · e1 белый король · g1 белая ладья | c8 чёрная ладья · d8 чёрный ферзь · g8 чёрный король · a7 чёрная пешка · b7 чёрная пешка · d7 чёрный слон · e7 чёрный слон · f7 чёрная ладья · h7 чёрная пешка · c6 чёрный конь · g6 чёрная пешка · d5 чёрная пешка · e5 белая пешка · f5 чёрная пешка · a4 чёрный конь · b4 белая пешка · f4 белая пешка · a3 белая пешка · d3 белый слон · f3 белый конь · h3 белый ферзь · b2 белый слон · c2 белая пешка · e2 белый конь · h2 белая пешка · a1 белая ладья · e1 белый король · g1 белая ладья | c8 чёрная ладья · d8 чёрный ферзь · g8 чёрный король · a7 чёрная пешка · b7 чёрная пешка · d7 чёрный слон · e7 чёрный слон · f7 чёрная ладья · h7 чёрная пешка · c6 чёрный конь · g6 чёрная пешка · d5 чёрная пешка · e5 белая пешка · f5 чёрная пешка · a4 чёрный конь · b4 белая пешка · f4 белая пешка · a3 белая пешка · d3 белый слон · f3 белый конь · h3 белый ферзь · b2 белый слон · c2 белая пешка · e2 белый конь · h2 белая пешка · a1 белая ладья · e1 белый король · g1 белая ладья | c8 чёрная ладья · d8 чёрный ферзь · g8 чёрный король · a7 чёрная пешка · b7 чёрная пешка · d7 чёрный слон · e7 чёрный слон · f7 чёрная ладья · h7 чёрная пешка · c6 чёрный конь · g6 чёрная пешка · d5 чёрная пешка · e5 белая пешка · f5 чёрная пешка · a4 чёрный конь · b4 белая пешка · f4 белая пешка · a3 белая пешка · d3 белый слон · f3 белый конь · h3 белый ферзь · b2 белый слон · c2 белая пешка · e2 белый конь · h2 белая пешка · a1 белая ладья · e1 белый король · g1 белая ладья | 5 |
| 4 | c8 чёрная ладья · d8 чёрный ферзь · g8 чёрный король · a7 чёрная пешка · b7 чёрная пешка · d7 чёрный слон · e7 чёрный слон · f7 чёрная ладья · h7 чёрная пешка · c6 чёрный конь · g6 чёрная пешка · d5 чёрная пешка · e5 белая пешка · f5 чёрная пешка · a4 чёрный конь · b4 белая пешка · f4 белая пешка · a3 белая пешка · d3 белый слон · f3 белый конь · h3 белый ферзь · b2 белый слон · c2 белая пешка · e2 белый конь · h2 белая пешка · a1 белая ладья · e1 белый король · g1 белая ладья | c8 чёрная ладья · d8 чёрный ферзь · g8 чёрный король · a7 чёрная пешка · b7 чёрная пешка · d7 чёрный слон · e7 чёрный слон · f7 чёрная ладья · h7 чёрная пешка · c6 чёрный конь · g6 чёрная пешка · d5 чёрная пешка · e5 белая пешка · f5 чёрная пешка · a4 чёрный конь · b4 белая пешка · f4 белая пешка · a3 белая пешка · d3 белый слон · f3 белый конь · h3 белый ферзь · b2 белый слон · c2 белая пешка · e2 белый конь · h2 белая пешка · a1 белая ладья · e1 белый король · g1 белая ладья | c8 чёрная ладья · d8 чёрный ферзь · g8 чёрный король · a7 чёрная пешка · b7 чёрная пешка · d7 чёрный слон · e7 чёрный слон · f7 чёрная ладья · h7 чёрная пешка · c6 чёрный конь · g6 чёрная пешка · d5 чёрная пешка · e5 белая пешка · f5 чёрная пешка · a4 чёрный конь · b4 белая пешка · f4 белая пешка · a3 белая пешка · d3 белый слон · f3 белый конь · h3 белый ферзь · b2 белый слон · c2 белая пешка · e2 белый конь · h2 белая пешка · a1 белая ладья · e1 белый король · g1 белая ладья | c8 чёрная ладья · d8 чёрный ферзь · g8 чёрный король · a7 чёрная пешка · b7 чёрная пешка · d7 чёрный слон · e7 чёрный слон · f7 чёрная ладья · h7 чёрная пешка · c6 чёрный конь · g6 чёрная пешка · d5 чёрная пешка · e5 белая пешка · f5 чёрная пешка · a4 чёрный конь · b4 белая пешка · f4 белая пешка · a3 белая пешка · d3 белый слон · f3 белый конь · h3 белый ферзь · b2 белый слон · c2 белая пешка · e2 белый конь · h2 белая пешка · a1 белая ладья · e1 белый король · g1 белая ладья | c8 чёрная ладья · d8 чёрный ферзь · g8 чёрный король · a7 чёрная пешка · b7 чёрная пешка · d7 чёрный слон · e7 чёрный слон · f7 чёрная ладья · h7 чёрная пешка · c6 чёрный конь · g6 чёрная пешка · d5 чёрная пешка · e5 белая пешка · f5 чёрная пешка · a4 чёрный конь · b4 белая пешка · f4 белая пешка · a3 белая пешка · d3 белый слон · f3 белый конь · h3 белый ферзь · b2 белый слон · c2 белая пешка · e2 белый конь · h2 белая пешка · a1 белая ладья · e1 белый король · g1 белая ладья | c8 чёрная ладья · d8 чёрный ферзь · g8 чёрный король · a7 чёрная пешка · b7 чёрная пешка · d7 чёрный слон · e7 чёрный слон · f7 чёрная ладья · h7 чёрная пешка · c6 чёрный конь · g6 чёрная пешка · d5 чёрная пешка · e5 белая пешка · f5 чёрная пешка · a4 чёрный конь · b4 белая пешка · f4 белая пешка · a3 белая пешка · d3 белый слон · f3 белый конь · h3 белый ферзь · b2 белый слон · c2 белая пешка · e2 белый конь · h2 белая пешка · a1 белая ладья · e1 белый король · g1 белая ладья | c8 чёрная ладья · d8 чёрный ферзь · g8 чёрный король · a7 чёрная пешка · b7 чёрная пешка · d7 чёрный слон · e7 чёрный слон · f7 чёрная ладья · h7 чёрная пешка · c6 чёрный конь · g6 чёрная пешка · d5 чёрная пешка · e5 белая пешка · f5 чёрная пешка · a4 чёрный конь · b4 белая пешка · f4 белая пешка · a3 белая пешка · d3 белый слон · f3 белый конь · h3 белый ферзь · b2 белый слон · c2 белая пешка · e2 белый конь · h2 белая пешка · a1 белая ладья · e1 белый король · g1 белая ладья | c8 чёрная ладья · d8 чёрный ферзь · g8 чёрный король · a7 чёрная пешка · b7 чёрная пешка · d7 чёрный слон · e7 чёрный слон · f7 чёрная ладья · h7 чёрная пешка · c6 чёрный конь · g6 чёрная пешка · d5 чёрная пешка · e5 белая пешка · f5 чёрная пешка · a4 чёрный конь · b4 белая пешка · f4 белая пешка · a3 белая пешка · d3 белый слон · f3 белый конь · h3 белый ферзь · b2 белый слон · c2 белая пешка · e2 белый конь · h2 белая пешка · a1 белая ладья · e1 белый король · g1 белая ладья | 4 |
| 3 | c8 чёрная ладья · d8 чёрный ферзь · g8 чёрный король · a7 чёрная пешка · b7 чёрная пешка · d7 чёрный слон · e7 чёрный слон · f7 чёрная ладья · h7 чёрная пешка · c6 чёрный конь · g6 чёрная пешка · d5 чёрная пешка · e5 белая пешка · f5 чёрная пешка · a4 чёрный конь · b4 белая пешка · f4 белая пешка · a3 белая пешка · d3 белый слон · f3 белый конь · h3 белый ферзь · b2 белый слон · c2 белая пешка · e2 белый конь · h2 белая пешка · a1 белая ладья · e1 белый король · g1 белая ладья | c8 чёрная ладья · d8 чёрный ферзь · g8 чёрный король · a7 чёрная пешка · b7 чёрная пешка · d7 чёрный слон · e7 чёрный слон · f7 чёрная ладья · h7 чёрная пешка · c6 чёрный конь · g6 чёрная пешка · d5 чёрная пешка · e5 белая пешка · f5 чёрная пешка · a4 чёрный конь · b4 белая пешка · f4 белая пешка · a3 белая пешка · d3 белый слон · f3 белый конь · h3 белый ферзь · b2 белый слон · c2 белая пешка · e2 белый конь · h2 белая пешка · a1 белая ладья · e1 белый король · g1 белая ладья | c8 чёрная ладья · d8 чёрный ферзь · g8 чёрный король · a7 чёрная пешка · b7 чёрная пешка · d7 чёрный слон · e7 чёрный слон · f7 чёрная ладья · h7 чёрная пешка · c6 чёрный конь · g6 чёрная пешка · d5 чёрная пешка · e5 белая пешка · f5 чёрная пешка · a4 чёрный конь · b4 белая пешка · f4 белая пешка · a3 белая пешка · d3 белый слон · f3 белый конь · h3 белый ферзь · b2 белый слон · c2 белая пешка · e2 белый конь · h2 белая пешка · a1 белая ладья · e1 белый король · g1 белая ладья | c8 чёрная ладья · d8 чёрный ферзь · g8 чёрный король · a7 чёрная пешка · b7 чёрная пешка · d7 чёрный слон · e7 чёрный слон · f7 чёрная ладья · h7 чёрная пешка · c6 чёрный конь · g6 чёрная пешка · d5 чёрная пешка · e5 белая пешка · f5 чёрная пешка · a4 чёрный конь · b4 белая пешка · f4 белая пешка · a3 белая пешка · d3 белый слон · f3 белый конь · h3 белый ферзь · b2 белый слон · c2 белая пешка · e2 белый конь · h2 белая пешка · a1 белая ладья · e1 белый король · g1 белая ладья | c8 чёрная ладья · d8 чёрный ферзь · g8 чёрный король · a7 чёрная пешка · b7 чёрная пешка · d7 чёрный слон · e7 чёрный слон · f7 чёрная ладья · h7 чёрная пешка · c6 чёрный конь · g6 чёрная пешка · d5 чёрная пешка · e5 белая пешка · f5 чёрная пешка · a4 чёрный конь · b4 белая пешка · f4 белая пешка · a3 белая пешка · d3 белый слон · f3 белый конь · h3 белый ферзь · b2 белый слон · c2 белая пешка · e2 белый конь · h2 белая пешка · a1 белая ладья · e1 белый король · g1 белая ладья | c8 чёрная ладья · d8 чёрный ферзь · g8 чёрный король · a7 чёрная пешка · b7 чёрная пешка · d7 чёрный слон · e7 чёрный слон · f7 чёрная ладья · h7 чёрная пешка · c6 чёрный конь · g6 чёрная пешка · d5 чёрная пешка · e5 белая пешка · f5 чёрная пешка · a4 чёрный конь · b4 белая пешка · f4 белая пешка · a3 белая пешка · d3 белый слон · f3 белый конь · h3 белый ферзь · b2 белый слон · c2 белая пешка · e2 белый конь · h2 белая пешка · a1 белая ладья · e1 белый король · g1 белая ладья | c8 чёрная ладья · d8 чёрный ферзь · g8 чёрный король · a7 чёрная пешка · b7 чёрная пешка · d7 чёрный слон · e7 чёрный слон · f7 чёрная ладья · h7 чёрная пешка · c6 чёрный конь · g6 чёрная пешка · d5 чёрная пешка · e5 белая пешка · f5 чёрная пешка · a4 чёрный конь · b4 белая пешка · f4 белая пешка · a3 белая пешка · d3 белый слон · f3 белый конь · h3 белый ферзь · b2 белый слон · c2 белая пешка · e2 белый конь · h2 белая пешка · a1 белая ладья · e1 белый король · g1 белая ладья | c8 чёрная ладья · d8 чёрный ферзь · g8 чёрный король · a7 чёрная пешка · b7 чёрная пешка · d7 чёрный слон · e7 чёрный слон · f7 чёрная ладья · h7 чёрная пешка · c6 чёрный конь · g6 чёрная пешка · d5 чёрная пешка · e5 белая пешка · f5 чёрная пешка · a4 чёрный конь · b4 белая пешка · f4 белая пешка · a3 белая пешка · d3 белый слон · f3 белый конь · h3 белый ферзь · b2 белый слон · c2 белая пешка · e2 белый конь · h2 белая пешка · a1 белая ладья · e1 белый король · g1 белая ладья | 3 |
| 2 | c8 чёрная ладья · d8 чёрный ферзь · g8 чёрный король · a7 чёрная пешка · b7 чёрная пешка · d7 чёрный слон · e7 чёрный слон · f7 чёрная ладья · h7 чёрная пешка · c6 чёрный конь · g6 чёрная пешка · d5 чёрная пешка · e5 белая пешка · f5 чёрная пешка · a4 чёрный конь · b4 белая пешка · f4 белая пешка · a3 белая пешка · d3 белый слон · f3 белый конь · h3 белый ферзь · b2 белый слон · c2 белая пешка · e2 белый конь · h2 белая пешка · a1 белая ладья · e1 белый король · g1 белая ладья | c8 чёрная ладья · d8 чёрный ферзь · g8 чёрный король · a7 чёрная пешка · b7 чёрная пешка · d7 чёрный слон · e7 чёрный слон · f7 чёрная ладья · h7 чёрная пешка · c6 чёрный конь · g6 чёрная пешка · d5 чёрная пешка · e5 белая пешка · f5 чёрная пешка · a4 чёрный конь · b4 белая пешка · f4 белая пешка · a3 белая пешка · d3 белый слон · f3 белый конь · h3 белый ферзь · b2 белый слон · c2 белая пешка · e2 белый конь · h2 белая пешка · a1 белая ладья · e1 белый король · g1 белая ладья | c8 чёрная ладья · d8 чёрный ферзь · g8 чёрный король · a7 чёрная пешка · b7 чёрная пешка · d7 чёрный слон · e7 чёрный слон · f7 чёрная ладья · h7 чёрная пешка · c6 чёрный конь · g6 чёрная пешка · d5 чёрная пешка · e5 белая пешка · f5 чёрная пешка · a4 чёрный конь · b4 белая пешка · f4 белая пешка · a3 белая пешка · d3 белый слон · f3 белый конь · h3 белый ферзь · b2 белый слон · c2 белая пешка · e2 белый конь · h2 белая пешка · a1 белая ладья · e1 белый король · g1 белая ладья | c8 чёрная ладья · d8 чёрный ферзь · g8 чёрный король · a7 чёрная пешка · b7 чёрная пешка · d7 чёрный слон · e7 чёрный слон · f7 чёрная ладья · h7 чёрная пешка · c6 чёрный конь · g6 чёрная пешка · d5 чёрная пешка · e5 белая пешка · f5 чёрная пешка · a4 чёрный конь · b4 белая пешка · f4 белая пешка · a3 белая пешка · d3 белый слон · f3 белый конь · h3 белый ферзь · b2 белый слон · c2 белая пешка · e2 белый конь · h2 белая пешка · a1 белая ладья · e1 белый король · g1 белая ладья | c8 чёрная ладья · d8 чёрный ферзь · g8 чёрный король · a7 чёрная пешка · b7 чёрная пешка · d7 чёрный слон · e7 чёрный слон · f7 чёрная ладья · h7 чёрная пешка · c6 чёрный конь · g6 чёрная пешка · d5 чёрная пешка · e5 белая пешка · f5 чёрная пешка · a4 чёрный конь · b4 белая пешка · f4 белая пешка · a3 белая пешка · d3 белый слон · f3 белый конь · h3 белый ферзь · b2 белый слон · c2 белая пешка · e2 белый конь · h2 белая пешка · a1 белая ладья · e1 белый король · g1 белая ладья | c8 чёрная ладья · d8 чёрный ферзь · g8 чёрный король · a7 чёрная пешка · b7 чёрная пешка · d7 чёрный слон · e7 чёрный слон · f7 чёрная ладья · h7 чёрная пешка · c6 чёрный конь · g6 чёрная пешка · d5 чёрная пешка · e5 белая пешка · f5 чёрная пешка · a4 чёрный конь · b4 белая пешка · f4 белая пешка · a3 белая пешка · d3 белый слон · f3 белый конь · h3 белый ферзь · b2 белый слон · c2 белая пешка · e2 белый конь · h2 белая пешка · a1 белая ладья · e1 белый король · g1 белая ладья | c8 чёрная ладья · d8 чёрный ферзь · g8 чёрный король · a7 чёрная пешка · b7 чёрная пешка · d7 чёрный слон · e7 чёрный слон · f7 чёрная ладья · h7 чёрная пешка · c6 чёрный конь · g6 чёрная пешка · d5 чёрная пешка · e5 белая пешка · f5 чёрная пешка · a4 чёрный конь · b4 белая пешка · f4 белая пешка · a3 белая пешка · d3 белый слон · f3 белый конь · h3 белый ферзь · b2 белый слон · c2 белая пешка · e2 белый конь · h2 белая пешка · a1 белая ладья · e1 белый король · g1 белая ладья | c8 чёрная ладья · d8 чёрный ферзь · g8 чёрный король · a7 чёрная пешка · b7 чёрная пешка · d7 чёрный слон · e7 чёрный слон · f7 чёрная ладья · h7 чёрная пешка · c6 чёрный конь · g6 чёрная пешка · d5 чёрная пешка · e5 белая пешка · f5 чёрная пешка · a4 чёрный конь · b4 белая пешка · f4 белая пешка · a3 белая пешка · d3 белый слон · f3 белый конь · h3 белый ферзь · b2 белый слон · c2 белая пешка · e2 белый конь · h2 белая пешка · a1 белая ладья · e1 белый король · g1 белая ладья | 2 |
| 1 | c8 чёрная ладья · d8 чёрный ферзь · g8 чёрный король · a7 чёрная пешка · b7 чёрная пешка · d7 чёрный слон · e7 чёрный слон · f7 чёрная ладья · h7 чёрная пешка · c6 чёрный конь · g6 чёрная пешка · d5 чёрная пешка · e5 белая пешка · f5 чёрная пешка · a4 чёрный конь · b4 белая пешка · f4 белая пешка · a3 белая пешка · d3 белый слон · f3 белый конь · h3 белый ферзь · b2 белый слон · c2 белая пешка · e2 белый конь · h2 белая пешка · a1 белая ладья · e1 белый король · g1 белая ладья | c8 чёрная ладья · d8 чёрный ферзь · g8 чёрный король · a7 чёрная пешка · b7 чёрная пешка · d7 чёрный слон · e7 чёрный слон · f7 чёрная ладья · h7 чёрная пешка · c6 чёрный конь · g6 чёрная пешка · d5 чёрная пешка · e5 белая пешка · f5 чёрная пешка · a4 чёрный конь · b4 белая пешка · f4 белая пешка · a3 белая пешка · d3 белый слон · f3 белый конь · h3 белый ферзь · b2 белый слон · c2 белая пешка · e2 белый конь · h2 белая пешка · a1 белая ладья · e1 белый король · g1 белая ладья | c8 чёрная ладья · d8 чёрный ферзь · g8 чёрный король · a7 чёрная пешка · b7 чёрная пешка · d7 чёрный слон · e7 чёрный слон · f7 чёрная ладья · h7 чёрная пешка · c6 чёрный конь · g6 чёрная пешка · d5 чёрная пешка · e5 белая пешка · f5 чёрная пешка · a4 чёрный конь · b4 белая пешка · f4 белая пешка · a3 белая пешка · d3 белый слон · f3 белый конь · h3 белый ферзь · b2 белый слон · c2 белая пешка · e2 белый конь · h2 белая пешка · a1 белая ладья · e1 белый король · g1 белая ладья | c8 чёрная ладья · d8 чёрный ферзь · g8 чёрный король · a7 чёрная пешка · b7 чёрная пешка · d7 чёрный слон · e7 чёрный слон · f7 чёрная ладья · h7 чёрная пешка · c6 чёрный конь · g6 чёрная пешка · d5 чёрная пешка · e5 белая пешка · f5 чёрная пешка · a4 чёрный конь · b4 белая пешка · f4 белая пешка · a3 белая пешка · d3 белый слон · f3 белый конь · h3 белый ферзь · b2 белый слон · c2 белая пешка · e2 белый конь · h2 белая пешка · a1 белая ладья · e1 белый король · g1 белая ладья | c8 чёрная ладья · d8 чёрный ферзь · g8 чёрный король · a7 чёрная пешка · b7 чёрная пешка · d7 чёрный слон · e7 чёрный слон · f7 чёрная ладья · h7 чёрная пешка · c6 чёрный конь · g6 чёрная пешка · d5 чёрная пешка · e5 белая пешка · f5 чёрная пешка · a4 чёрный конь · b4 белая пешка · f4 белая пешка · a3 белая пешка · d3 белый слон · f3 белый конь · h3 белый ферзь · b2 белый слон · c2 белая пешка · e2 белый конь · h2 белая пешка · a1 белая ладья · e1 белый король · g1 белая ладья | c8 чёрная ладья · d8 чёрный ферзь · g8 чёрный король · a7 чёрная пешка · b7 чёрная пешка · d7 чёрный слон · e7 чёрный слон · f7 чёрная ладья · h7 чёрная пешка · c6 чёрный конь · g6 чёрная пешка · d5 чёрная пешка · e5 белая пешка · f5 чёрная пешка · a4 чёрный конь · b4 белая пешка · f4 белая пешка · a3 белая пешка · d3 белый слон · f3 белый конь · h3 белый ферзь · b2 белый слон · c2 белая пешка · e2 белый конь · h2 белая пешка · a1 белая ладья · e1 белый король · g1 белая ладья | c8 чёрная ладья · d8 чёрный ферзь · g8 чёрный король · a7 чёрная пешка · b7 чёрная пешка · d7 чёрный слон · e7 чёрный слон · f7 чёрная ладья · h7 чёрная пешка · c6 чёрный конь · g6 чёрная пешка · d5 чёрная пешка · e5 белая пешка · f5 чёрная пешка · a4 чёрный конь · b4 белая пешка · f4 белая пешка · a3 белая пешка · d3 белый слон · f3 белый конь · h3 белый ферзь · b2 белый слон · c2 белая пешка · e2 белый конь · h2 белая пешка · a1 белая ладья · e1 белый король · g1 белая ладья | c8 чёрная ладья · d8 чёрный ферзь · g8 чёрный король · a7 чёрная пешка · b7 чёрная пешка · d7 чёрный слон · e7 чёрный слон · f7 чёрная ладья · h7 чёрная пешка · c6 чёрный конь · g6 чёрная пешка · d5 чёрная пешка · e5 белая пешка · f5 чёрная пешка · a4 чёрный конь · b4 белая пешка · f4 белая пешка · a3 белая пешка · d3 белый слон · f3 белый конь · h3 белый ферзь · b2 белый слон · c2 белая пешка · e2 белый конь · h2 белая пешка · a1 белая ладья · e1 белый король · g1 белая ладья | 1 |
|   | a | b | c | d | e | f | g | h |   |

1.е4 е6 2.d4 d5 3.Кс3 Kf6 4.е5 Kfd7 5.f4 с5 6.dc С:с5 7.Фg4 0—0 8.Cd3 f5 9.Фh3 Кc6 10.Kf3 Kb6 11.а3 Cd7 12.b4 Се7 13.g4 g6 14.Лg1 Лс8 15.Ке2 Лf7 16.gf ef 17.Сb2 Ка4 (см. диаграмму) 18.е6 С:е6 19.Л:g6+ Kpf8 20.Фh6+ Кре8 21.Лg8+ Лf8 22.Л:f8+ С:f8 23.Ф:е6+ Ке7 24.Сb5+ Лс6 25.С:а4 Фb6 26.Ке5, 1 : 0

## Таблица
| №  | Участник            | Город           | 1 | 2 | 3 | 4 | 5 | 6 | 7 | 8 | 9 | 10 | 11 | 12 | 13 | 14 |  | +  | −  | = | Очки | Место |
| -- | ------------------- | --------------- | - | - | - | - | - | - | - | - | - | -- | -- | -- | -- | -- |  | -- | -- | - | ---- | ----- |
| 1  | Чигорин, Михаил     | Санкт-Петербург |   | 1 | 1 | 0 | 1 | 1 | 1 | 1 | 1 | 1  | 1  | 1  | +  | +  |  | 12 | 1  | 0 | 12   | 1     |
| 2  | Шифферс, Эммануил   | Санкт-Петербург | 0 |   | ½ | 1 | 1 | 1 | ½ | 1 | ½ | 1  | ½  | ½  | 1  | 1  |  | 7  | 1  | 5 | 9½   | 2     |
| 3  | Левитский, Степан   | Москва          | 0 | ½ |   | ½ | 0 | 1 | 1 | 1 | 0 | 1  | 1  | 1  | 1  | 1  |  | 8  | 3  | 2 | 9    | 3     |
| 4  | Лебедев, Сергей     | Санкт-Петербург | 1 | 0 | ½ |   | 0 | ½ | ½ | 0 | 1 | 1  | 1  | 1  | +  | +  |  | 7  | 3  | 3 | 8½   | 4     |
| 5  | Янкович, Борис      | Ростов-на-Дону  | 0 | 0 | 1 | 1 |   | 1 | 0 | 0 | 1 | 0  | 1  | 1  | +  | +  |  | 8  | 5  | 0 | 8    | 5     |
| 6  | Гельбак, Григорий   | Санкт-Петербург | 0 | 0 | 0 | ½ | 0 |   | 1 | 1 | 1 | ½  | ½  | 1  | 1  | 1  |  | 6  | 4  | 3 | 7½   | 6—7   |
| 7  | Ненароков, Владимир | Москва          | 0 | ½ | 0 | ½ | 1 | 0 |   | ½ | 0 | 1  | 1  | 1  | +  | +  |  | 6  | 4  | 3 | 7½   | 6—7   |
| 8  | Геника, Л. В.       | Москва          | 0 | 0 | 0 | 1 | 1 | 0 | ½ |   | ½ | 1  | 0  | 1  | +  | +  |  | 6  | 5  | 2 | 7    | 8—9   |
| 9  | Куломзин, Вячеслав  | Кострома        | 0 | ½ | 1 | 0 | 0 | 0 | 1 | ½ |   | 0  | 1  | 1  | +  | +  |  | 6  | 5  | 2 | 7    | 8—9   |
| 10 | Абаза, А. В.        | Купянск         | 0 | 0 | 0 | 0 | 1 | ½ | 0 | 0 | 1 |    | 1  | 0  | 1  | +  |  | 5  | 7  | 1 | 5½   | 10    |
| 11 | Боярков, Владимир   | Москва          | 0 | ½ | 0 | 0 | 0 | ½ | 0 | 1 | 0 | 0  |    | 1  | 1  | +  |  | 4  | 7  | 2 | 5    | 11    |
| 12 | Фальк, Рафаил       | Москва          | 0 | ½ | 0 | 0 | 0 | 0 | 0 | 0 | 0 | 1  | 0  |    | +  | +  |  | 3  | 9  | 1 | 3½   | 12    |
| 13 | Калинский, Николай  | Новохопёрск     | − | 0 | 0 | − | − | 0 | − | − | − | 0  | 0  | −  |    | −  |  | 0  | 12 | 0 | 0    | 13—14 |
| 14 | Перваго, Павел      | Пятигорск       | − | 0 | 0 | − | − | 0 | − | − | − | −  | −  | −  | −  |    |  | 0  | 14 | 0 | 0    | 13—14 |